# Lorabela davisi
Lorabela davisi é uma espécie de gastrópode do gênero Lorabela, pertencente à família Mangeliidae.